# George Furth
George Furth (4 de dezembro de 1932) foi um ator, dramaturgo e libretista estadunidense.
Furth ganhou tanto o Prêmio Tony quanto o Drama Desk Award pelo melhor libreto de musical (Company) e foi indicado para um Drama Desk Award na categoria Outstanding New Play (algo como "Peça Nova Espetacular") por Precious Sons.